# Шелудьковская волость
Шелудько́вская во́лость (на 1885 год — Ново-Андреевская) — историческая административно-территориальная единица Змиевского уезда Харьковской губернии с центром в слободе Шелудьковка.
По состоянию на 1885 год состояла из 5 поселений, 6 сельских общин. Население 10949 человек (5545 лиц мужского пола и 5404 — женского), 2037 дворовых хозяйств.
|                       | Площадь, десятин | В том числе пахотной, дес. |
| --------------------- | ---------------- | -------------------------- |
| Сельских общин        | 19977            | 17148                      |
| Частной собственности | 4295             | 2553                       |
| Другой собственности  | 200              | 185                        |
| В целом               | 29359            | 19998                      |

Крупнейшие поселения волости по состоянию на 1885 год:
- Шелудьковка, государственное слобода, 564 двора, 3181 житель, православная церковь, школа, 5 лавок.
- Гениевка, государственное село при реке Гнилица, 576 дворов, 3183 жителя, православная церковь, школа, 3 лавки.
- Гнилица, государственное село при реке Гнилица, 184 двора, 880 жителей, православная церковь, 2 ярмарки.
- Мохнач, государственное село при реке Северский Донец, 186 дворов, 730 жителей, православная церковь, лавка.
- Скрыпаево, государственное село при реке Гнилица, 513 дворов, 2888 жителей, православная церковь, школа, 3 лавки, 2 ярмарки.